# Radácsi György
Radácsi György (Szepsi [Abaúj-Torna megye], 1846. december 31. – Sárospatak, 1928. január 11.) református teológiai tanár.

## Élete
Sárospatakon tanult, ahol a teológiai tanfolyamot 1871-ben végezte. Ekkor ugyanott segédtanár, majd miután külföldön is gyarapította ismereteit, 1873-ban rendes tanár lett a főgimnáziumban, míg 1877-ben a teológiai akadémiára választották meg a bibliai tudományok tanszékére. A Magyar Protestáns Irodalmi Társaságnak választmányi tagja 1915-ig, a tiszáninneni egyházkerületnek 1892-től tanácsbírája, 1896-tól egyszersmind főjegyzője, az egyetemes konventnek előbb pót-, 1896-tól rendes tagja és jegyzője, az egyetemes tanügyi bizottságnak szintén tagja volt. A sárospataki irodalmi körnek egy ideig jegyzője, később másodelnöke is volt. Legnagyobb mérvben az ő érdeme a gönci Károli-szobor felállítása. 

## Írásai
Cikkei a Protestáns Egyházi és Iskolai Lapokban (1875-77., 1879. Székfoglaló beszéd a sárospataki ref. főiskola imatermében 1878. jún. 24. A protestáns zsoltáros könyvekről); a sárospataki református főgimnázium Értesítőjében (1883. Tanévnyitó beszéd); a Sárospataki Lapokban, melynek 1882-86-ban társ-, 1887-96. fel. szerkesztője volt, számos czikke jelent meg (1886. A Historia Hungarorum Ecclesiastica és az irodalmi érdek, 1887. A konvent és «az irodalmi társaság», Fordítási kisérletek és Dávid zsoltárainak fordításából mutatványok, 1888. Az irodalmi társaság és a parokhiális könyvtárak, 1889. Magyar protestáns irodalmi társaság, A m. prot. irod. társaság szervezkedése, 1890. Részletek a hazai régibb biblia-fordítók műveiből. A revideált bibliáról és bibliából, A vizsolyi biblia elöljáró beszéde, 1892. Comenius Ámos János, 1896. A Sárospataki Lapok története); a Prot. Szemlében (1898. Az átdolgozott Károli-bibliáról és bibliából, 1899. könyvism.); a Debreczeni Prot. Lapban (1902. Egyetemes énekügyi bizottság jegyzőkönyve) sat. A biblia magyar fordításában és a fordításnak reviziójában tevékeny részt vett a genezis és exodus, valamint a kis prófétáknak és a zsoltárok egy részének fordításával.

## Munkái
- Ifjabb b. Vay Miklós emléke, felolv. 1886. jún. 27. a sárospataki főiskola imatermében. Sárospatak, 1886
- A Károli-biblia háromszázados örömünnepének Emlékkönyve. Uo. 1891
- Emléklapok az 1859-1867-es osztálytársak sárospataki találkozójáról. Uo. 1892
- Ó- és új-testamentomi szent történetek. Népiskolák számára. irta Árvai József; átdolg. ... Uo. 1894. (XI. kiadás, 1897. XII. átdolg. kiadás. Uo. 1899. Népiskolai Könyvtár II. és XV. k. 1900., XV. és XVI. kiad. 1903. Uo.)
- Emlékbeszéd Mudrány Andrásról. Uo. 1900
- Alkalmi beszéd, a sárospataki főiskolai ifjúság 1900. márcz. 15. hazafias emlékünnepélyén elmondta. Uo. 1900
- Warga Lajos emlékezete a főiskolai egyházkerület emlékünnepélyén 1901. szept. 2. Uo. 1902
- Árvay József emlékezete. Uo. 1904
- Emlékjelek. Bizonyságok. (Összegyűjtött dolgozatok.) Sárospatak, 1906. I. kötet

Szerkesztette a tiszáninneni református egyházkerület Jegyzőkönyvét 1896 óta.

### Kéziratban
Bibliai tanulmányok és Ószövetségi kánontörténet.